# 曼塔縣
0°57′0″S 80°42′58″W / 0.95000°S 80.71611°W
曼塔縣（西班牙語：Cantón Manta），是厄瓜多爾的縣份，位於該國西部，由馬納比省負責管轄，始建於1824年6月25日，面積309平方公里，海拔高度25米，2010年人口226,477，人口密度每平方公里732.94人。